# Joseph Carré
Joseph Paul Adrien Carré (Montmorillon, Francia, 18 de marzo de 1870 - 2 de marzo de 1941) fue un arquitecto francés con destacada actuación en Uruguay.

## Biografía
En 1899 comienza sus estudios de arquitectura en la École des Beaux-Arts de París, siendo alumno de Jean-Louis Pascal. Se forma en la tradición racionalista de Julien Guadet y Henri Labrouste. Se titula en 1900 e interviene en la Exposición Universal de París de 1900.
En 1907, el decano de la Facultad de Matemáticas de Montevideo Eduardo García de Zúñiga decide contratar un docente extranjero para modernizar la enseñanza de la arquitectura; y la elección recae en Carré. Así, desarrolla una amplia labor docente en la Facultad de Arquitectura de Montevideo hasta su muerte en 1941. 
También diseña importantes edificios, entre los que se destacan: 
- la residencia Blixen de Castro (1917), actual Ministerio de Defensa Nacional;[2]
- el Jockey Club de Montevideo (1932).

El Estado francés le confiere en 1925 la Legión de Honor.